# ذئبة حمامية محدثة بالأدوية
الذئبة الحمامية المُحدَثة بالأدوية (DIL أو DILE) هي اضطراب في المناعة الذاتية (يشبه ذئبة حمامية مجموعية أو[SLE]) ناتج عن الاستخدام المتكرر لأدوية معينة. تُسبب هذه الأدوية استجابةً مناعيةً ذاتيةً (يهاجم فيها الجسم خلاياه) تُنتِج أعراضًا تتشابه مع أعراض الذئبة الحمامية المجموعية. هناك 38 دواءً معروفًا يُسبِّب الذئبة الحمامية المُحدَثة بالأدوية لكن هناك ثلاثة أنواع فقط منها تتسبب في معظم حالات وهي: الهيدرالازين والبروكاييناميد والـإيزونيازيد. إلا أنه لم يتحدد معيار تشخيص الذئبة الحمامية المُحدَثة بالأدوية بَعد بدقَّة، ولا تزال أعراضها موجودة ومنها ألم عضلي وألم مفصلي. وبشكلٍ عام، تتراجع الأعراض بعد الانقطاع عن استخدام الأدوية.

## الأسباب
لا تزال العمليات المؤدية إلى الذئبة الحمامية المُحدَثة بالأدوية غير مفهومةٍ فهمًا كاملًا. لم تُعرف تلك العمليات الدقيقة حتى بعد خمسين عامًا من اكتشاف الذئبة الحمامية المُحدَثة بالأدوية، إلا أن الكثير من الدراسات تُقدِّم نظرياتٍ على تقنيتها.
العامل المؤدي إلى تطور الذئبة الحمامية المُحدَثة بالأدوية هو سرعة أستلة ن (N) أو المعدل الذي يحدث عنده تأيُّض الدواء. وهذا يقل بصورة كبيرة في المرضى ذوي النقص الجيني في إنزيم ناقلة أسيتيل ن.(N-acetyltransferase) أوضحت دراسة أن 29 مريضًا من أصل 30 مريضًا مصاب بالذئبة الحمامية المُحدَثة بالأدوية يعانون من بطء الأستلة. بالإضافة إلى ذلك، يوجد كمية مستقلَبات هيدرالازين في بول هؤلاء المرضى أكبر منه في المرضى بسرعة الأستلة. يُقال إن مستقلَبات الهيدرالازين هذه (وهي نواتج ثانوية عن التفاعل بين الدواء والمُركّبات في الجسم) تكونت عندما تم تنشيط مجموعات الكُريّة البيضاء أو خلية الدم البيضاء، مما يعني أنها تتحفز لتنتج هَبَّة تنفسية. الهبة التنفسية في خلايا الدم البيضاء تحُثّ على زيادة إنتاج الجذور الحرة والمؤكسدات مثل فوق أكسيد الهيدروجين. اتضح أن هذه المؤكسدات تُنتِج هيدرالازين كَرَدّ فعل بهدف إنتاج فصائل تفاعلية لها القدرة على الارتباط بالبروتين.خلية وحيدة هي نوع من الكريّات البيضاء تكتشف مولد المضادات في الدم وتتعرف على خلايا تِي المساعدة (T helper cells) مما يخلق أجسامًا مضادةً لمضادات الأنوية وهو ما يؤدي إلى استجابة مناعية. من اللازم إجراء المزيد من الدراسات على التفاعلات بين المؤكسدات والهيدرالازين بهدف فهم العملية الداخلة في الذئبة الحمامية المُحدَثة بالأدوية.
من بين الأدوية التي تسبب الذئبة الحمامية المُحدَثة بالأدوية، تبيَّن أن الهيدرالازين هو أكبر مسبب لهذا المرض. والهيدرالازين هو دواء لمعالجة ارتفاع ضغط الدم. حوالي 5% من متعاطي الهيدرالازين لفترات طويلة وبجرعات عالية تظهر عليهم أعراضٌ مشابهةٌ لأعراض الذئبة الحمامية المُحدَثة بالأدوية. تُشكِّل الكثير من الأدوية الأخرى خطرًا قليلًا جدًا على تطوير مرض الذئبة الحمامية المُحدَثة بالأدوية. يُظهِر الجدول التالي مخاطر تطور الذئبة الحمامية المُحدَثة بالنسبة لبعض الأدوية على نطاق واسع.
- مخاطر عالية:
  - البروكاييناميد (مضاد اضطراب النظم)
  - الهيدرالازين (خافضات ضغط الدم)
- مخاطر من متوسطة إلى منخفضة:
  - الانفليكسيماب مضاد (عامل نخر الورم ألفا)
  - الإيزونيازيد (مضاد حيوي)
  - المينوسكلين (مضاد حيوي)
  - البيرازيناميد (مضاد حيوي)
  - الكينيدين (مضاد اضطراب النظم)
  - بنسلُّامين د (مضاد التهاب)
  - الكاربامازبيين (مضاد الصرع)
  - الأوكسكاربازبيين (مضاد الصرع)
  - الفنيتوين (مضاد الصرع)
  - البروبافينون (مضاد اضطراب النظم)

## الأعراض
من الأعراض والعلامات الدالة على الإصابة بالذئبة الحمامية المُحدَثة بالأدوية:
- آرثرالجيا أو (ألم مفصلي) وميالجيا (ألم عضلي)
- الإجهاد
- التهاب القلب (التهاب التامور) والرئة (التهاب الجنبة)
- الأجسام المضادة لمكافحات الهيستون وهو ما يمثل نسبة 95% من الحالات

لا تُعتبَر هذه العلامات والأعراض آثارًا جانبيةً للدواء الذي يتم تناوله كما يحدث خلال الاستخدام قصير المدى. لكن الذئبة الحمامية المُحدَثة بالأدوية تنتُج خلال الاستخدام المتكرر طويل المدى للأدوية المذكورة أعلاه. على الرغم من تشابُه هذه الأعراض مع أعراض الذئبة الحمامية المجموعية، إلا أنها ليست بنفس الشدة إلا إذا تم إهمالها مما يؤدي إلى أعراض أكثر قسوة بل والوفاة كما في بعض الحالات المذكورة.

## العلاج
من المهم المعرفة المبكرة بأن هذه الأدوية تسبب أعراض الذئبة الحمامية المُحدَثة بالأدوية، ومن ثم يجب الإقلاع عن استخدامها. تختفي هذه الأعراض عامةً في فترةٍ تتراوح بين أيام وأسابيع بعد الإقلاع عن استخدام الدواء. تُسرع مضادات التهاب اللاستيرويدية (NSAIDs) من عملية الشفاء. يمكن أن يُستخدم الكورتيزون في حالة وجود أعراض أكثر شدة للذئبة الحمامية المُحدَثة بالأدوية.

## وصلات خارجية
- S.L.E. Lupus Foundation
- Lupus Foundation of America, Inc.
- Lupus Research Institute
- eMedicine